# Saint-Romans
Saint-Romans ist eine französische Gemeinde mit 1.849 Einwohnern (Stand: 1. Januar 2022) im Département Isère in der Region Auvergne-Rhône-Alpes. Sie gehört zum Arrondissement Grenoble und zum Kanton Le Sud Grésivaudan. Die Einwohner werden Saint-Romanais genannt.

## Geographie
Saint-Romans liegt an der Isère, die die nördliche Gemeindegrenze bildet. Das Gemeindegebiet gehört zum Regionalen Naturpark Vercors. Umgeben wird Saint-Romans von den Nachbargemeinden Chatte im Norden und Nordwesten, Saint-Sauveur im Norden und Nordosten, Beauvoir-en-Royans im Nordosten, Presles im Osten, Saint-André-en-Royans im Süden, Saint-Just-de-Claix im Südwesten sowie La Sône im Westen.

## Bevölkerung
| Jahr                       | 1962 | 1968 | 1975 | 1982 | 1990 | 1999 | 2006 | 2018 |
| -------------------------- | ---- | ---- | ---- | ---- | ---- | ---- | ---- | ---- |
| Einwohner                  | 941  | 1001 | 1129 | 1306 | 1367 | 1410 | 1652 | 1774 |
| Quellen: Cassini und INSEE |      |      |      |      |      |      |      |      |

## Gemeindepartnerschaft
Mit der italienischen Gemeinde Roccasecca dei Volsci in der Provinz Latina (Region Lazio) besteht seit 2003 eine Partnerschaft. 

## Sehenswürdigkeiten
- romanische Kirche Saint-Romans aus dem 12. Jahrhundert
- Calvaire
- Schloss Saint-Romans, als Burganlage im 13. Jahrhundert errichtet (1280 erwähnt), umfangreich im 16. und 17. Jahrhundert umgebaut